# 앤서니 매카튼
앤서니 매카튼(영어: Anthony McCarten, 1961년 4월 1일 ~ )는 뉴질랜드의 작가, 저술가, 각본가이다. 2014년 제임스 마시의 영화 《사랑에 대한 모든 것》의 각본을 담당하였고, 그해 아카데미 각본상 후보에 지명되고 영국 아카데미상 각본상을 수상했다.

## 저작 목록
- 슈퍼히어로의 죽음(2011)
- 사랑에 대한 모든 것(2014)
- 다키스트 아워 (2015)
- 두 교황 (2019)